# Deutscher Fussball-Bund
Deutscher Fußball-Bund, DFB, är Tysklands fotbollsförbund, Frankfurt am Main, Tyskland, grundat 28 januari 1900 i Leipzig.
Det tyska fotbollsförbundet är ett av världens största sportförbund. Förbundet ansvarar bland annat för de tyska fotbollslandslagen (damer och herrar) och de olika fotbollsserierna i Tyskland. 1974 och 2006 arrangerade DFB VM i fotboll för herrar. 1988 arrangerade man EM i fotboll för herrar.

## Historia
DFB grundades på Mariengarten i Leipzig den 28 januari 1900. Under de följande åren utvecklades fotbollssporten i Tyskland och antalet klubbar och spelare slog hela tiden nya rekord. 1908 spelade Tyskland sin första officiella landskampen, mot Schweiz. Under 1930-talet blev fotbollen ett maktmedel för nazisterna och, tyska landslaget haussades upp vid olika nationella manifestationer som OS i Berlin 1936. 1942 valde nazisterna att lösa upp DFB till förmån för ett nytt förbund med flera olika sporter under samma tak.
Efter andra världskriget återskapades DFB och under 1950-talet var Peco Bauwens den stora personligheten och president för förbundet. Tysklands delning förde med sig att DFB enbart blev förbundet i Västtyskland. I Östtyskland skapade man Deutscher Fussball-Verband der DDR. DFB blev 1950 åter medlem i Fifa efter att blivit avstängda under kriget. Förbundskaptenen Sepp Herberger ledde Västtyskland till VM-guld 1954.
Säsongen 1963/1964 startades Bundesliga som höjde den tyska fotbollens nivå med en ny proffsligas fördelar - och nackdelar. Under 1960-talet skedde en mindre mutskandal som tvingade förbundet till åtgärder. 1971 skedde den största skandalen då Bundesligaskandalen rullades upp där en rad spelare tagit emot pengar för att göra läggmatcher. DFB fick på nytt bestraffa spelare och ha en rad utredningar.
Då Tyskland återförenades 1990 gick det östtyska fotbollsförbundet upp i DFB.
DFB har blivit ett av de största förbunden och flera av ledarna inom DFB har haft poster inom Uefa och Fifa.

## Presidenter
DFB:s presidenter. Ordförandeposten delas sedan 2004 av Zwanziger och Mayer-Vorfelder.
- Ferdinand Hueppe (1900–1904)
- Friedrich Wilhelm Nohe (1904–1905)
- Gottfried Hinze (1905–1925)
- Felix Linnemann (1925–1945)
- Peco Bauwens (1949–1962)
- Hermann Gösmann (1962–1975)
- Hermann Neuberger (1975–1992)
- Egidius Braun (1992–2001)
- Gerhard Mayer-Vorfelder (2001–2006)
- Theo Zwanziger (2004–2012)
- Wolfgang Niersbach (2012–2015)
- Reinhard Grindel (2015–2019)
- Fritz Keller (2019–2021)
- Bernd Neuendorf (2022–)